# Maria Urmańska
Maria Zofia Urmańska (ur. 2 września 1978) – polska inżynier, działaczka społeczna i nauczyciel akademicka, w 2019 zastępca Rzecznika Praw Dziecka.

## Życiorys
Absolwentka Wydziału Mechanicznego Energetyki i Lotnictwa Politechniki Warszawskiej. Pracowała jako nauczyciel akademicki z zakresu budownictwa i energetyki w Państwowej Wyższej Szkole Zawodowej w Krośnie. Została doktorantką Instytucie Podstawowych Problemów Techniki PAN i Akademii Górniczo-Hutniczej w Krakowie.
Zaangażowała się w działalność społeczną na rzecz rodzin wielodzietnych; sama wraz z mężem wychowuje i kształci w edukacji domowej szóstkę dzieci, w tym jedno niepełnosprawne. Została członkiem Stowarzyszenia Kulturalno-Ekologicznego „Ziarno” w Grzybowie i Związku Dużych Rodzin „Trzy Plus”. Działała także w europejskich federacjach organizacji pozarządowych i jako mediator. W 2016 z ramienia ruchów rodzinnych objęła fotel koordynatora prac zespołu ds. promocji uczestnictwa rodzin w życiu publicznym i przeciwdziałania ich dyskryminacji przy Kancelarii Prezesa Rady Ministrów. W 2019 (styczeń–wrzesień) pełniła funkcję zastępcy Rzecznika Praw Dziecka, odpowiedzialnego za edukację i wychowanie, sprawy społeczne oraz Dziecięcy Telefon Zaufania.